# Naya Bagni
Naya Bagni és un riu de Bangladesh, un dels canals principals pels quals el riu Padma (i per tant el Ganges) descarrega les seves aigües a l'estuari del Meghna. És al sud del Kirtinasa.